# モン吉1
『モン吉1』はモン吉の1枚目のオリジナル・アルバム。2016年8月10日にドリーミュージックから発売された。モン吉のソロ初のCD作品となる。

## 収録曲

### CD
特記ない限り作詞：モン吉。
1. サヨナラREMEMBER [4:54]
作曲：モン吉
2016年8月3日に先行配信された曲。
2. 星空FUTURE [4:08]
作曲：モン吉
3. 遥か [4:31]
作曲：モン吉/ArmySlick
配信限定曲。
日本テレビ ｢バズリズム｣ POWER PLAY テーマソング
4. 桜ユラユラ [5:27]
作曲：モン吉/津波幸平
配信限定曲。
5. ハンパない。[3:42]
作曲：モン吉/ArmySlick
6. Everything's Gonna Be Alright [4:03]
作曲：モン吉/ArmySlick
7. なると [2:45]
作曲：モン吉/ケンモチヒデフミ
2016年8月3日に先行配信された曲。
8. ハレルヤ [5:00]
作詞・作曲：モン吉/八王子の愉快な仲間たち
9. FUU〜!!! [3:58]
作曲：モン吉/NAOKI-T
「ソフトバンク クルー」CMソング
10. もしも偶然すれ違っても [4:58]
作曲：モン吉/NAOKI-T
11. MUSIC [3:59]
作曲：モン吉/田中隼人
12. 一期一会 [4:07]
作曲：モン吉/ArmySlick
『鷹の爪8 〜吉田くんのX(バッテン) ファイル〜』主題歌
13. またBYEBYE [4:14]
作曲：モン吉/ArmySlick

### DVD (初回限定盤)
- VIDEO CLIP

1. 桜ユラユラ (VIDEO CLIP)
2. 遥か (VIDEO CLIP)
3. サヨナラREMENBER (VIDEO CLIP)

- モン吉ぶらり旅 inタイ